# Qui donc a vu ma belle ?
Pour plus de détails, voir Fiche technique et Distribution.
Qui donc a vu ma belle ?  (titre original : Has Anybody Seen My Gal?) est un film américain réalisé par Douglas Sirk et sorti en 1952.

## Synopsis
Fin des années 1920. Sam Fulton, milliardaire sans héritier, loue une chambre chez les Blaisdell, la famille de l'unique femme qu'il ait aimée et qui, cependant, a refusé de l'épouser. Il projette de leur léguer sa fortune mais, il veut préalablement les mettre à l'épreuve, en leur transmettant par le biais d'un notaire et de façon anonyme 100 000 dollars. Le résultat s'avère alors déplorable : Mme Blaisdell déménage dans une luxueuse demeure et rompt les fiançailles de sa fille Millicent qu'elle veut marier à un homme plus fortuné. Quant au père, il multiplie les placements d'argent malencontreux. La famille Blaisdell est bientôt ruinée et le mariage de leur fille compromis. Les Blaisdell reprennent ainsi leur vie d'antan et Millicent retrouve celui qu'elle aime.  Et Sam Fulton s'éloigne d'eux, la conscience tranquille. 

## Fiche technique
- Titre du film : Qui donc a vu ma belle ?
- Titre original : Has Anybody Seen My Gal?
- Réalisation : Douglas Sirk
- Scénario : Joseph Hoffman (en), d'après une idée originale de Eleanor H. Porter
- Photographie : Clifford Stine
- Format : Technicolor
- Montage : Russell Schoengarth
- Musique : Joseph Gershenson, Herman Stein, Franz Waxman
- Direction artistique : Bernard Herzbrun, Hilyard Brown
- Décors : Russell A. Gausman, John Austin
- Chorégraphie : Harold Belfer
- Costumes : Rosemary Odell
- Production : Ted Richmond, Universal International
- Durée : 89 minutes
- Pays de production :  États-Unis
- Dates de sortie :
  - États-Unis : 25 juin 1952
  - France : 13 septembre 1973

## Distribution
- Charles Coburn : Samuel Fulton
- Piper Laurie : Millicent Blaisdell
- Rock Hudson : Dan Stebbins, le fiancé de Millicent
- Gigi Perreau : Roberta Blaisdell
- Lynn Bari : Harriet Blaisdell
- Larry Gates : Charles Blaisdell
- William Reynolds : Howard Blaisdell
- Frank Ferguson : Edward Norton
- Skip Homeier : Carl Pennock
- Natalie Schafer : Clarissa Pennock
- Paul Harvey : le juge Wilkins
- James Dean : l'amateur d'ice-cream
- Gloria Holden : Mme Pennock
- Spec O'Donnell : Candy Seller
- Forrest Lewis : Martin Queen
- Barney Phillips (non-crédité) : un ouvrier

## Autour du film
Has Anybody Seen My Gal est un des premiers films réalisés par Douglas Sirk pour la Universal. C'est également son premier film en couleurs et les débuts d'une fructueuse collaboration avec l'acteur Rock Hudson, qui tournera encore sept films avec lui. On signalera aussi la présence de James Dean dans la distribution.
Has Anybody Seen My Gal est, selon Sirk lui-même, le premier volet d'une trilogie consacrée à des histoires sur la vie dans une petite ville américaine. Les deux films complémentaires étant Meet Me at the Fair (1952) et Take Me to Town (1953).
Le film est « une description amusée de la petite-bourgeoisie américaine » et une fable sur le thème de « l'argent ne fait pas le bonheur » et sa variante « abondance de biens nuit ». On remarquera encore que cette plaisante comédie a été distribuée en Italie sous le titre d' Il capitalista (Le Capitaliste).